# Editorial Mensajero
Editorial Mensajero es una entidad fundada en 1915 por la Compañía de Jesús e integrada en el Grupo de Comunicación Loyola. Publica libros de temática general en castellano y euskera (con su sello Mezulari). 

## Principales publicaciones
Sus publicaciones más representativas son la revista "Mensajero", publicada desde 1865, y dirigida por los jesuitas desde 1883; el "Taco Calendario del Corazón de Jesús", publicado desde 1886; la "Biblia de Nuestro Pueblo" (Biblia del Peregrino de Alonso Schökel), publicada desde 2006 o el "Eco Calendario", un nuevo taco calendario para tomar conciencia de los problemas medioambientales y de la sostenibilidad del planeta. 
En los últimos años, Mensajero ha dado el salto a las publicaciones de literatura infantil y juvenil, contando para ello con dos grandes colecciones: "Creciendo en la fe" (de formación religiosa y espiritual) y "El planeta de los sueños". También distribuye los libros publicados por la Universidad de Deusto.
Su misión es contribuir a la formación humana y cristiana de las personas mediante toda clase de publicaciones periódicas o unitarias, impresas o en otros soportes, y prestar servicios editoriales a individuos y entidades, en particular a instituciones y obras de la Compañía de Jesús y de la Iglesia con una atención especial a: la difusión y actualización de la espiritualidad ignaciana en sus diversas formas; al servicio de la fe y la promoción de la justicia; a la familia.

## Equipo directivo
- Director general: José Manuel Díaz Osés
- Directora Revista Mensajero: Marta Barrio Hernáez

- Datos: Q5818686